# Franz de Trenck
Le baron Franz de Trenck, en allemand Franz Freiherr von der Trenck, né le 1er janvier 1711 à Reggio de Calabre et mort le 14 octobre 1749  à Brünn (actuellement Brno en République Tchèque), est un militaire au service de la Russie, puis des Habsbourg d'Autriche.
Il est particulièrement connu comme chef d'unités de pandoures sous le règne de Marie-Thérèse.
Il était cousin de Frédéric de Trenck (1726-1794), fiancé malheureux de la princesse Anne-Amélie de Prusse, sœur de Frédéric II, mort guillotiné à Paris sous la Terreur.

## Biographie

### Origines familiales et formation
Il est le fils de Johann Heinrich von der Trenck (-1743), officier prussien originaire de Poméranie, mais au service de l'Autriche, notamment lors du siège de Vienne en 1683 et au siège de Belgrade en 1717, doté de domaines en Slavonie, dans le royaume de Croatie, alors possession des Habsbourg d'Autriche.
Franz est éduqué au collège jésuite de Sopron, en Hongrie. 

### Débuts de carrière (1728-1737)
Sa carrière militaire commence en 1728 dans l'armée autrichienne, précisément dans le régiment d'infanterie du comte hongrois Nicolas (Miklos) Palffy. Il atteint le grade de premier lieutenant (Oberleutnant), mais au bout de trois ans est obligé de quitter le service en raison de son comportement. 
Il revient vivre dans ses domaines et épouse une fille du général von Tillier. Celle-ci meurt en 1737 de la variole ; tous leurs enfants sont morts en très bas âge.
En 1737, il essaie de nouveau d'entrer dans l'armée autrichienne, proposant d'organiser une unité de pandoures, mais l'offre est refusée.

### Au service de la Russie
Il entre en 1738 dans l'armée russe, sous le règne de la tsarine Anne, comme capitaine (Rittmeister) dans un régiment de hussards. Il participe à la fin de la guerre austro-russo-turque de 1735-1739 et est élevé au grade de major. Il y fait la connaissance d'Ernst Gideon von Laudon.  
Mais son comportement brutal et son refus de l'obéissance militaire lui valent une condamnation à mort, commuée par le maréchal Burckhardt Christoph von Münnich, commandant en chef de l'armée russe, en dégradation et emprisonnement (il effectue une période de travaux forcés à Kiev).
Libéré, il rentre en Autriche, d'abord à la forteresse de Levoča en Slovaquie (alors appelée « Haute-Hongrie ») dont son père a le commandement, puis dans ses domaines de Slavonie.
À la suite de représailles cruelles exercées sur une bande de voleurs, une procédure est lancée contre lui. Il se réfugie (au titre de l'asile) au monastère des Capucins de Vienne.

### Au service de l'Autriche (1741-1745)
En 1741, au début de la guerre de Succession d'Autriche, la jeune Marie-Thérèse se trouve dans une situation difficile : les Prussiens occupent la Silésie ; les Franco-Bavarois occupent Linz et vont s'emparer de Prague en octobre. Marie-Thérèse cherche alors à obtenir le soutien de la noblesse hongroise. Franz de Trenck propose ses services, qui sont acceptés malgré sa mauvaise réputation. Il met sur pied de guerre à ses frais un régiment de 5 000 pandoures, recrutés dans les régions de Croatie où se trouvent ses domaines. 
Cette unité intervient en Silésie, puis en Bohême. 
En 1744, lorsque l'armée autrichienne commandée par Charles Alexandre de Lorraine envahit l'Alsace, il participe à la prise des lignes de la Lauter et à l'occupation de Saverne et du col de Saverne, aux côtés des troupes du général Ferenc Nádasdy (dit « Nadasti »). Mais Saverne est reprise le 15 août par le général François d'Harcourt et l'armée autrichienne évacue ensuite l'Alsace.
En novembre 1744, il est blessé à la jambe et se retire un moment sur ses terres. Il est reçu par Marie-Thérèse en février 1745, en remerciement de ses prises de guerre (drapeaux, canons, prisonniers, etc.).
Mais un peu plus tard, au cours de la seconde guerre de Silésie, lors de la bataille de Soor (près de Hajnice en Bohême) remportée par Frédéric II de Prusse (30 septembre 1745), il ne peut empêcher ses soldats d'aller piller le camp des Prussiens au lieu de prendre part aux combats. Il est alors condamné à une amende et incarcéré.

### L'évadé (1745-1749)
Il réussit à s'évader et s'enfuit aux Provinces-Unies. Découvert et reconduit à Vienne, il est enfermé dans la citadelle de Brünn en Moravie, où il se donne la mort par empoisonnement. 
Sa dépouille repose actuellement dans la crypte de l'église des Capucins à Brno en République Tchèque.
Doté d'une taille, d'une force et d'une bravoure remarquables, il faisait aussi montre d'une férocité extraordinaire, aussi bien vis-à-vis des ennemis que des soldats de son régiment de pandoures.

## Mémoires de Franz de Trenck
- Franz von der Trenck, Merckwürdiges Leben und Thaten Des Weltberühmten Herrn FRANCISCI Frey-Herrns von der TRENCK, Ihro Römisch-Kayserl. und Königl. Majestät in Ungarn und Böhmen [et]c. [et]c. würcklichen Obristen und Inhaber eines Sclavonischen Banduren-Regiments von den Herrschafften Vellika, Prestovatz, Pleterniza, Pakratz und Nostar, Von Ihm selbst bis zum Ende des Jahres 1747 fortgesetzt, Francfort et Leipzig, 1748 (facsimilés numérisés : Université de Goettingen / Reader-Digitale)

Son cousin Frédérik de Trenck a écrit ses propres mémoires, publiés en France en 1789, en trois tomes dont le troisième contient une Histoire de François, baron de Trenck (pages 1 à 87) :
- Mémoires de Frédéric, baron de Trenck, traduits par lui-même sur l'original allemand..., Strasbourg, Treuttel, et Paris, Onfroy, 1789
  - Tome III : disponible en ligne

## Représentations de Franz de Trenck

### Cinéma et télévision
- Marie-Thérèse d'Autriche, mini-série télévisée (2017-2019) : le personnage de Franz de Trenck y tient une place importante dans les épisodes III et IV depuis son engagement aux côtés de Marie-Thérèse (III) à sa chute (IV)